# Евагор II
Евагор II (*Ευαγόρας Β΄, д/н — 346 до н. е./342 до н. е.) — цар Саламіну в 362/359—351 роках до н. е.

## Життєпис
Походив з династії Тевкридів. Син Нікокла, царя Саламіну. Після поразки Великого повстання сатрапів, до яких долучився батько, Евагор вирішив завоювати прихильність перського царя, влаштувавши заколот проти Нікокла. Останній загинув, а Евагор II став царем Кіпру. Продовжив фінансову політику батька: став випускати золоті, срібні та бронзові монети. На золотих статерах наказав зобразити лева, що пожирає здобич (на аверсі) і Афродиту з короною (на реверсі). Срібні монети являли собою дідрахми, а бронзові — оболи й гемідрахми.
Втім його проперська позиція та здирництво викликала загальне невдоволення, внаслідок якого царя було повалено. Трон перейшов до внучатого небожа Пнітагора II. Евагор втік до двору царя Артаксеркса III. 350 року до н. е. брав участь у придушенні повстання фінікійських міст.
349 року до н. е. перський цар царів зробив Евагора царем Тіра (його повноваження були обмежені, фактично був сатрапом). У 347 або 345 році до н.е. призначається також царем Сідона. На цих посадах сумлінно збирав податки й мита для царя. Водночас як грек презирливо ставився на фінікійських звичаїв. Це викликало загальне обурення, внаслідок якого Евагор вимушений був у 346 (за іншими відомостями — 342) році до н. е. тікати. Він таємно прибув до Саламіна з надією повернути трон, проте його було викрито, засуджено й страчено. Царем тіра перси поставили Азімілку, Сідона — Абдаштарта II.